# Furcifer polleni
Furcifer polleni är en ödleart som beskrevs av Peters 1874. Furcifer polleni ingår i släktet Furcifer och familjen kameleonter. IUCN kategoriserar arten globalt som livskraftig. Inga underarter finns listade i Catalogue of Life.
Arten förekommer på Mayotte som tillhör geografisk Komorerna. Honor lägger ägg.